# سامانه موشکی طبس
سامانه پدافند هوایی «طبس» سامانهٔ پدافندی ساخت ایران است که دارای قابلیت تحرک‌پذیری بالا، مجهز به موشک‌های میان‌برد و ارتفاع متوسط می‌باشد که در سال ۱۳۹۴ در کشور تولید شده‌است. سامانه طبس نسخه ارزان تر سامانه پدافند هوایی سوم خرداد است و رادار سامانه طبس توانایی درگیری با یک هدف (هدایت دو موشک به سمت آن) را دارد، برخلاف سامانه سوم خرداد که قابلیت درگیری با چهار هدف (هدایت هشت موشک) را دارد. این سامانه، تجهیز شده است به «موشک‌های میان‌برد-ارتفاع متوسط» که دارای توانایی درگیرشدن با هدف در ارتفاعهای ۲۷ کیلومتری و بُرد ۷۵ کیلومتری می‌باشد.
از جمله مهمترین ماموریتهای این سامانه پدافند موشکی: «مقابله با هواپیماهای تاکتیکی-استراتژیک»، «مقابله با بالگردها»، «مقابله با پهپادهای دشمن» و «توانایی انجام کار در شرایط جنگهای الکترونیکی» می‌باشد.
به گزارش خبرگزاری تسنیم: این سامانه که در اختیار نیروی هوافضای سپاه پاسداران انقلاب اسلامی است، بعنوان سامانه‌ای ساده‌تر و و با قیمتی پایین‌تر از سوم خرداد با قابلیت درگیر شدن با یک هدف، ساخته و ارائه گردیده‌است. سامانه پدافند موشکی «طبس» از انواع موشکهای طائر-۲، طائر بربلند (طائر-۳) و موشک صیاد-۲ بهره‌گیری می‌کند. یک رادار دارای صفحه تخت با مساحت لازمه بروی خودرو با ظرفیت ۳ موشک (مانند سامانه سوم خرداد) مستقر گردیده‌است.